# Танги (Сахалинская область)
Танги — село в Александровск-Сахалинском районе Сахалинской области России.

## География
Находится на берегу Татарского пролива, в 38 км от районного центра.

## История
Село основано в 1884 году.
Планируется добровольная ликвидация села до конца 2020 года.

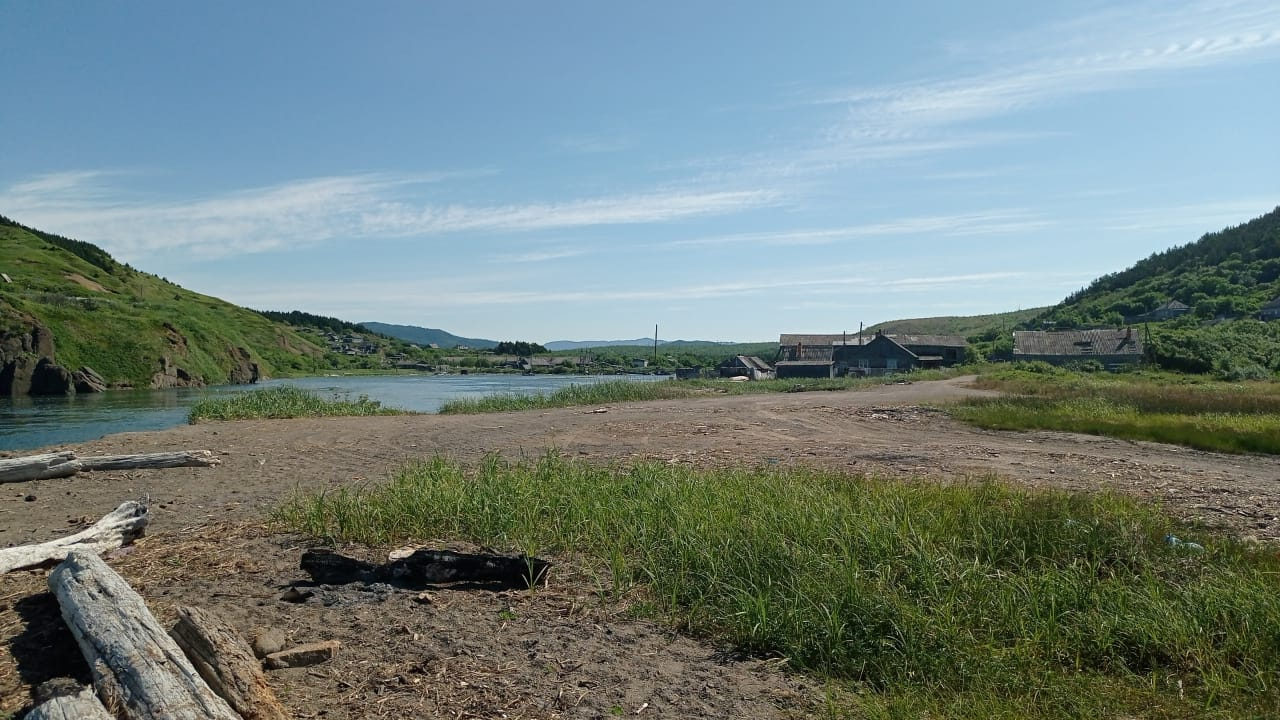
Танги

На момент 15 июля 2022 года село де-юре расселено. Остались несколько человек.
Есть дачи.

## Население
| 2002 | 2010 | 2013 | 2021 |
| ---- | ---- | ---- | ---- |
| 352  | ↘156 | ↘122 | ↘18  |

По переписи 2002 года население — 352 человека (162 мужчины, 190 женщин). Преобладающая национальность — русские (85 %).